# Nereicola ovata
Nereicola ovata is een eenoogkreeftjessoort uit de familie van de Nereicolidae. De wetenschappelijke naam van de soort is voor het eerst geldig gepubliceerd in 1863 door Keferstein.